# Rhacochelifer brevimanus
Rhacochelifer brevimanus är en spindeldjursart som först beskrevs av Friedrich Anton Kolenati 1857.  Rhacochelifer brevimanus ingår i släktet Rhacochelifer och familjen tvåögonklokrypare. Inga underarter finns listade i Catalogue of Life.